# 麦格理堡
麦格理堡（英語：Fort Macquarie），建于澳大利亚悉尼的便利朗角，建筑样式为城堡型炮台。该炮台始建于1817年，并于1821年落成。建筑三面环海，1901年被改造为麦格理堡电车厂。1958年，因悉尼歌剧院选址便利角，麦格理堡被彻底拆除。

## 历史
最初位于便利角的建筑是一座半月形的炮台，建造于1798年5月，并由一批从皇家海军供应号上退役的军官船员进行维护操作，其中包括威廉·肯特中尉等人。因此炮台的一些轻便武器，例如枪支等都来源于供应号。
到19世纪，拉克伦·麦格理总督决定在此建立一座城堡，工程于1817年12月至1821年2月间进行，具体由弗朗西斯·格林维尔主持。城堡建成后以时任总督麦格理的名字命名。
1901年，因修建城市电车系统，麦格理堡内部的主体建筑遭到拆除，仅留有城墙，拆除后的空地改建成电车停车棚。1958年，悉尼歌剧院最终选址便利角，为给新的歌剧院建造留出用地，麦格理堡被彻底拆除。

## 建筑与炮台

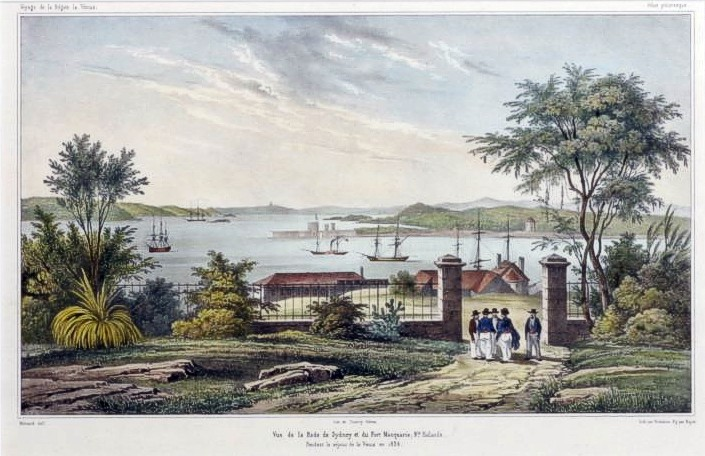
由悉尼湾西侧眺望便利角及麦格理堡（画于1841年）

麦格理堡坐落于三面环海的便利角上，整座堡垒中部为圆形建筑，外围环绕方形城墙并各角落设有一座城堡方塔。整座城堡最初由15门磅炮组成，分别为十门24磅和5门6磅的磅炮。
堡垒中部建筑为两层高的城堡塔楼式建筑，设有警卫室和仓库，建筑周长27.4米。其底楼为由350个火药桶组成的军火库，这座塔楼还可提供一个19人的部队日常驻扎。堡垒的出入均由面向内陆一侧的一座吊桥连接，并且在出入口上方设有一座钟楼。
1901年改建为电车厂以后，两门42磅的磅炮由麦格理堡内移出，并于1903年从位于汉密尔顿的格里格森公园被运往新南威尔士州的纽卡斯尔。2006年，在重新维修后，这两门大炮被运回了格里格森公园。